# Batalla de Białystok-Minsk
La batalla de Białystok-Minsk, conocida en la historiografía soviética como la Operación Defensiva Estratégica de Bielorrusia fue una de las primeras batallas libradas en Bielorrusia durante la Operación Barbarroja, la invasión de la Unión Soviética por parte de la Alemania nazi en 1941. La batalla terminó con el cerco y posterior destrucción de tres ejércitos soviéticos prácticamente completos, lo que supuso una gran victoria para la blitzkrieg alemana.
El 2.º Grupo Panzer del Grupo de Ejércitos Centro al mando del coronel general Heinz Guderian y el 3.er Grupo Panzer del coronel general Hermann Hoth diezmaron las defensas de la frontera soviética, derrotaron a todos los contraataques soviéticos y rodearon a cuatro ejércitos soviéticos del Frente Oeste cerca de Bialystok y Minsk el 30 de junio.
Los alemanes destruyeron el Frente Oeste soviético en dieciocho días y avanzaron 460 kilómetros en el interior de la Unión Soviética, lo que hizo que muchos creyeran que los alemanes habían ganado efectivamente la guerra contra la Unión Soviética.

## Antecedentes
La Wehrmacht alemana había atacado desde Polonia con el Grupo de Ejércitos Centro (Heeresgruppe Mitte) bajo el mando del feldmarschall Fedor von Bock siguiendo la vía Minsk-Smolensk hacia Moscú. En la ciudad de Bialystok se encontraba el Frente Oeste, al mando del general de ejército Dmitri Pávlov que tenía bajo su mando el 3.º, 4.º, y el 10.º Ejércitos así como el IV Cuerpo Aerotransportado y de seis cuerpos mecanizados los VI, XI, XIII, XIV, XVII y XX cuerpos. Estos ejércitos estaban desplegados a lo largo de la frontera, sin proporcionar profundidad suficiente a sus líneas. El 13.º Ejército también estaba bajo el mando de Pávlov, pero en aquella época no poseía unidades militares asignadas, únicamente contaba con un cuartel general. En total, el Frente Oeste soviético tenía veinticinco divisiones de fusileros y caballería, trece divisiones de tanques y siete divisiones motorizadas (aproximadamente 627 000 soldados).
La disposición del Ejército Rojo en Bielorrusia se basaba en la idea de evitar una guerra de desgaste participando en un contraataque agresivo a cualquier invasión, llevando la guerra a la Polonia ocupada por los alemanes. La principal debilidad de este plan era el hecho de que los flancos de estas fuerzas soviéticas no estaban protegidos adecuadamente, debido a la disposición de las fronteras polaco-soviéticas posteriores a las invasiones de Polonia por la Alemania nazi y la Unión Soviética de septiembre de 1939. La debilidad de los flancos soviéticos no pasó desapercibida a las tropas alemanas que planeaban rodear y cercar a las tropas estacionadas en Bialystok y Novogrúdok.

## Orden de batalla

### Ejército Rojo.
Frente Oeste, comandante - general del ejército Dmitri Pávlov; comandante adjunto - teniente general Iván Boldin
- 3.er Ejército, comandante - teniente general Vasili Kuznetsov[4]
- 4.º Ejército, comandante - mayor general Aleksandr Korobkov[5]
- 10.° Ejército, comandante - mayor general Konstantín Golubev[6]
- 13.° Ejército, comandante - teniente general Petr Filatov[7]

### Wehrmacht
Grupo de Ejércitos Centro, comandante - generalfeldmarschall Fedor von Bock
- 3.er Panzergruppe, comandante - generaloberst Hermann Hoth
- 9.° Ejército, comandante - generaloberstl Adolf Strauss
- 4.º Ejército, comandante - generalfeldmarschall Günther von Kluge
- 2.do Panzergruppe, comandante - generaloberstl Heinz Guderian
- 2.do Ejército, comandante - generaloberstl Maximilian von Weichs (reserva)

## Operación
Al sur de Lituania, la mayoría de las fuerzas del general Dmitri Pávlov, comandante del Distrito Militar del Oeste, estaban situadas en el llamado saliente de Białystok, una parte de territorio soviético que se internaba al oeste de la Polonia ocupada por los nazis. Aquí tres ejércitos rusos corrían peligro de ser rodeados por los dos ejércitos panzers alemanes del Grupo de Ejércitos Centro.
En los primeros día de la invasión el 3.er Panzergruppe alemán (Hermann Hoth) presionó desde el norte del saliente de Białystok, hacia el este a lo largo de la línea divisoria entre el Frente Oeste (Dmitri Pávlov) y el Frente Noroeste (Fiódor Kuznetsov), flanqueando al 3.er Ejército soviético y llegando a Vilna el 24 de junio, este avance sorprendió profundamente a Dmitri Pávlov. Mientras el 2.do Panzergruppe (Heinz Guderian) hacía lo propio desde el sur, amenazando con cercar en una inmensa bolsa a todas las tropas soviéticas situadas al este de Minsk, situada a unos 320 kilómetros en el interior de la URSS.

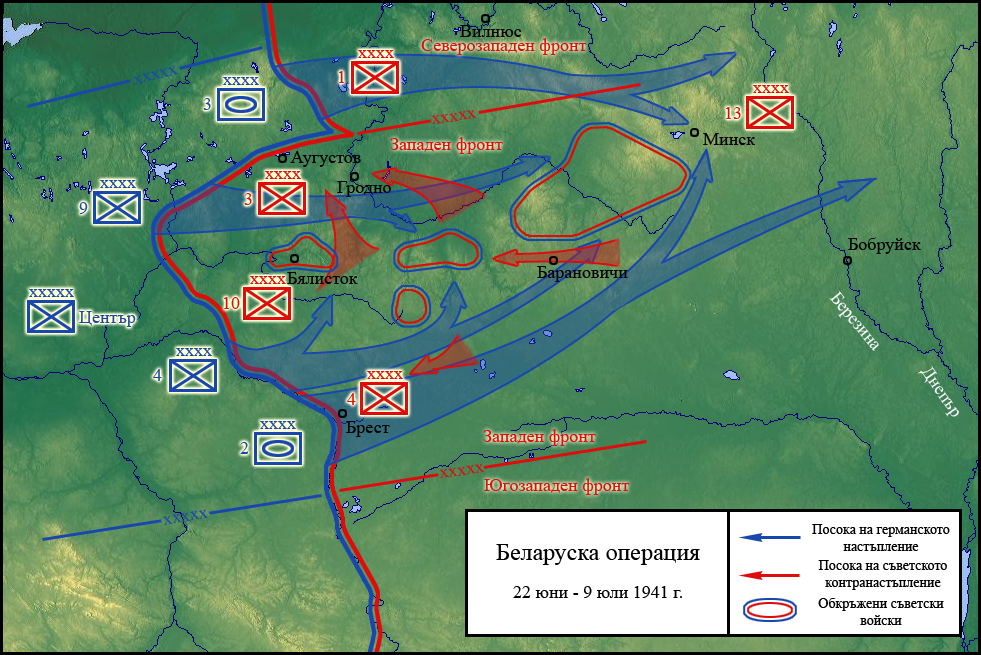
Croquis de la Batalla de Białystok–Minsk (en ruso)

Pávlov cuyo cuartel general se encontraba en Minsk, no tenía una idea clara de la situación de sus ejércitos en la zona de Bialystok debido al colapso de la comunicaciones, por lo que decidió enviar, en avión, a su ayudante el teniente general Iván Vasilevich Boldin para que investigara. Bodin aterrizó en un aeródromo en los alrededores de Bialystok y, nada más aterrizar, un ataque aéreo alemán destruyó todos los aviones del aeródromo, incluido el suyo.
Detuvo un camión atestado de soldados y les dijo que lo llevaran al cuartel general del 10.º Ejército del comandante Konstantín Golubev en Bialystok. Al anochecer Bodin llegó al puesto de mando del 10.º Ejército a unos doce kilómetros de Białystok. Allí se enteró por Golubev que sus camiones y tanques carecían de gasolina porque varios ataques aéreos habían destruido sus depósitos de combustible, la munición prometida no había llegado, sus tanques eran máquinas viejas «que solo valían para cazar gorriones» el movimiento de tropas era imposible debido al total control del aire que tenía la Luftwaffe. «Mis hombres están luchando como héroes», dijo Golubev, «¿pero qué pueden hacer contra tanques o aviones?»
El 24 de junio, el general Pávlov organizó un contraataque al mando del subcomandante del Frente Oeste el teniente general Iván Boldin, para llevar a cabo dicho contraataque el general Boldin asumió el mando de los 6.º y 11.º  cuerpos mecanizados, así como del 6.º Cuerpo de Caballería, el ataque se lanzó en dirección norte hacia Grodno, para evitar el cerco de las unidades soviéticas desplegadas en los alrededores de Białystok. Para el 25 de junio las tropas al mando de Boldin habían sido virtualmente destruidas, principalmente debido a los ataques aéreos. Sus restos llegaron a Slonim con apenas un puñado de supervivientes y algunos tanques. A pesar de las graves pérdidas soviéticas, el contraataque organizado por Pavlov, permitió que muchas unidades escaparan del cerco en el área de Białystok al este de Minsk, pero el alivio fue solo temporal.

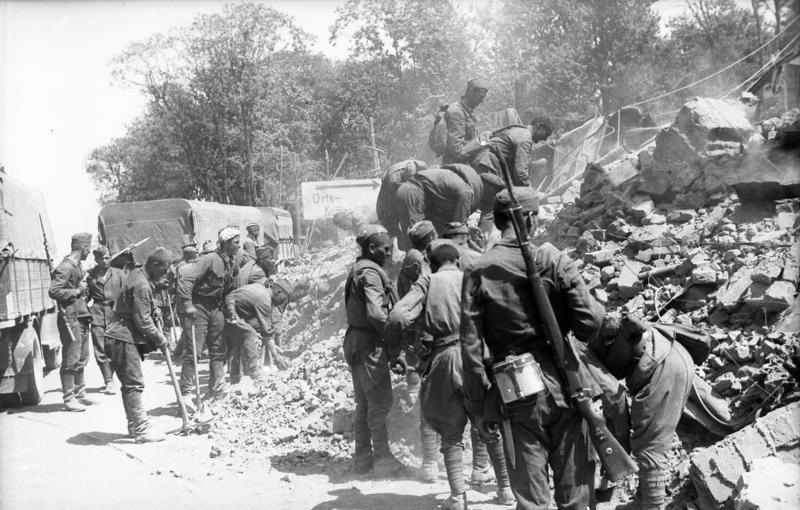
Prisioneros soviéticos retiran escombros en la parcialmente destruida ciudad de Minsk, julio de 1941

Con el 3.er Panzergruppe alemán avanzando en dirección a Minsk en el flanco norte del Frente Oeste soviético y el 2.do Panzergruppe avanzando en paralelo al mismo en el sur, Pávlov no tuvo más remedio que ordenar una retirada general.
El 26 de junio los panzers de Guderian se habían internado 280 kilómetros en la Unión Soviética y se hallaban a 95 kilómetros al sur de Minsk. tanto él como Hoth, cuyos blindados se encontraban al norte de Minsk, querían continuar unos 320 kilómetros más al este y cerrar las pinzas blindadas en Smolensk para aislar más tropas soviéticas, pero las dificultades de las divisiones de infantería alemanas para avanzar al mismo ritmo que las divisiones panzers, escasas de medios de transporte motorizado, desaconsejaba esta opción.
En la madrugada del día 25 al 26 de junio Pávlov intentó retirar todas sus unidades detrás del río Shchra (afluente del río Niemen) en Slonim. Pero debido a la enorme confusión que reinaba en el ejército, no todas las unidades recibieron la orden de retirada y algunas fueron incapaces de romper el contacto con el enemigo, además debido a las grandes pérdidas de equipo motorizado que habían sufrido sus tropas, el ejército tuvo que retirarse a pie bajo un constante ataque aéreo. Con numerosos puentes sobre el río Shchra destruidos, el 10.º Ejército soviético solo pudo cruzar a algunas de sus unidades.

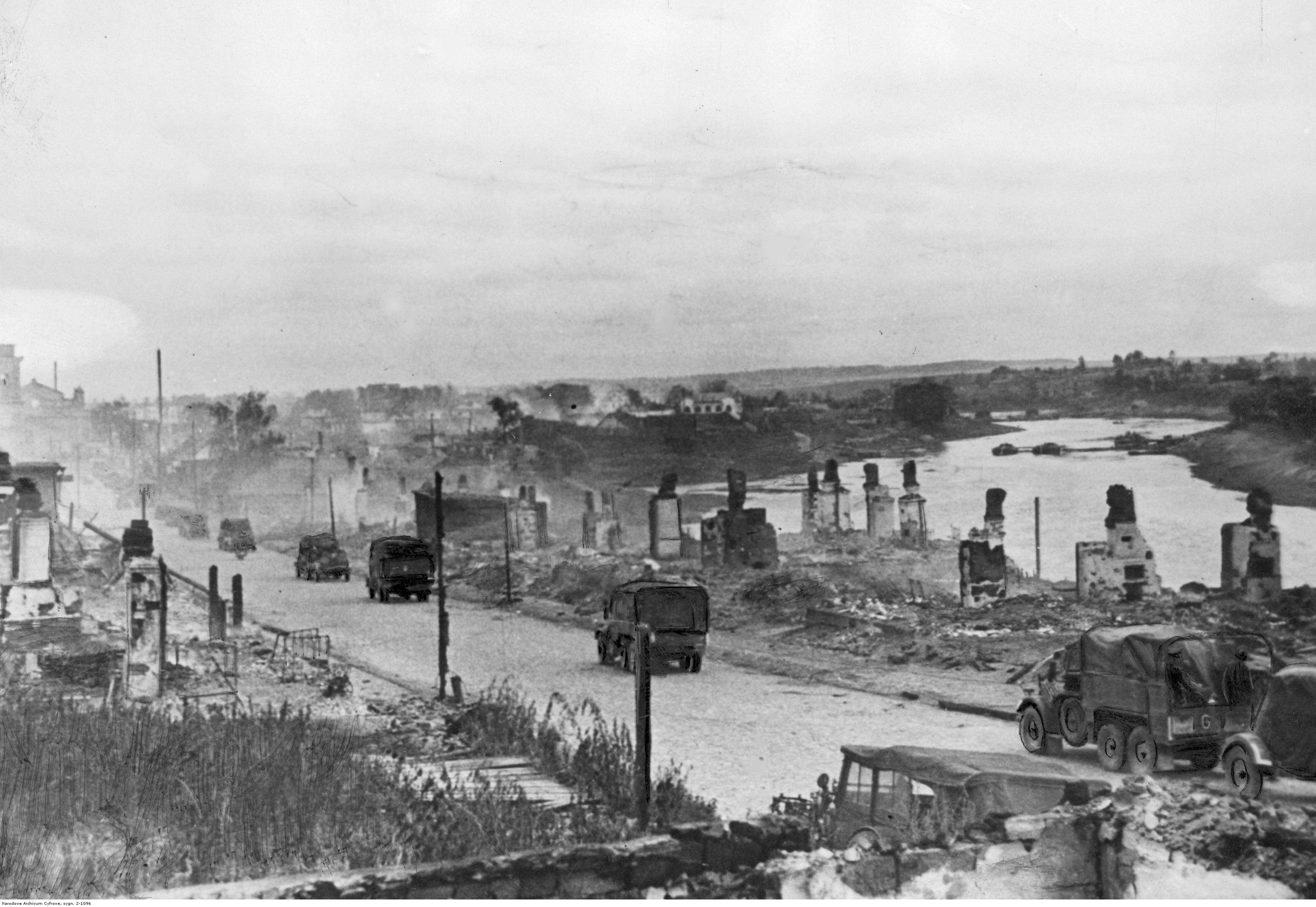
Una columna de camiones alemanes atraviesa una arrasada ciudad bielorrusa en la ruta Minsk-Moscú.

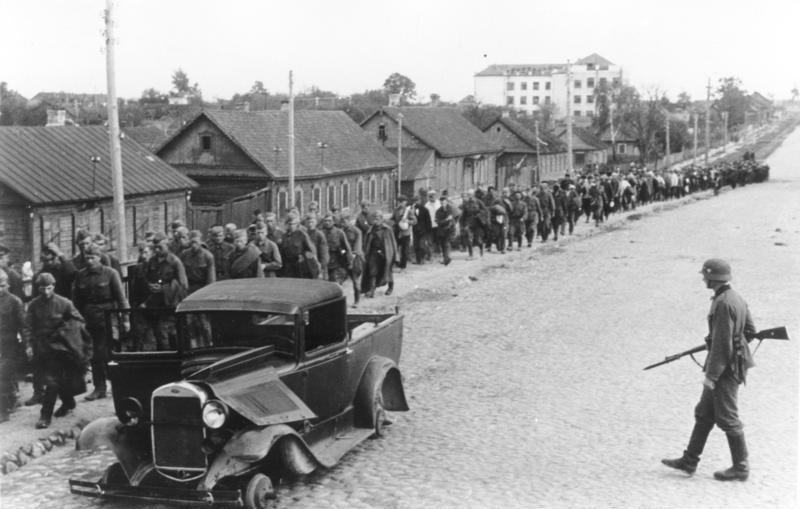
Prisioneros soviéticos capturados tras la destrucción de la bolsa de Białystok-Minsk

Un último contraataque cerca de Slutsk, llevado a cabo por unidades del 20.º Cuerpo mecanizado y del 4.º Cuerpo aerotransportado fracasaron en su objetivo de detener a los alemanes. El 26 de junio Minsk cayó ante los blindados de Hoth y al día siguiente, los 2.º y 3.º Panzergruppe habían cerrado sus pinzas alrededor de una inmensa bolsa al oeste de Minsk que contenía la mayor parte de los efectivos de los 10.º, 3.er y 13.º ejércitos soviéticos (unos 417 000 soldados). El día 28 de junio las fuerzas soviéticas situadas al oeste, en la zona de Bialytok, fueron cercadas en una nueva bolsa por los ataque concéntricos de los 9.º y el 4.º ejércitos alemanes. El 30 de junio el Frente Oeste había dejado prácticamente de existir como una fuerza de combate coherente.
El propio Pávlov escapó del cerco al cambiar su cuartel general a Mogilev, a unos 198 kilómetros al este de Minsk. Zhúkov a la sazón Jefe del Estado Mayor, se enteró del desastre a través de los noticiarios alemanes y llamó a Pavlov desde Moscú el 30 de junio. «¿Había alguna sombra de verdad en las afirmaciones alemanas de que habían rodeado a tres ejércitos, al este de Bialytok?» preguntó Zhúkov. «Sí», respondió Pávlov «una gran sombra de verdad».
El sucesor de Pávlov el teniente general Andréi Yeriómenko no tuvo tiempo para organizar una nueva línea de defensa en la orilla oriental del río Berézina, al este de Minsk, y las unidades de vanguardia blindadas alemanas continuaron su avance cruzando el río en dirección al Dniéper a principios de julio.

## Consecuencias
Las tropas soviéticas atrapadas en la bolsa de Minsk continuaron luchando hasta el 9 de julio, y la conclusión de las operaciones resultó en un alto número de bajas alemanas. Se estima que 250 000 soldados soviéticos escaparon debido a la falta de transporte motorizado de las tropas de infantería alemanas, lo que ralentizó el proceso de cerco y dio tiempo de huir a muchos soldados soviéticos.
El rápido avance hacia el este creó la posibilidad de que la Wehrmacht avanzara rápidamente en dirección a Smolensk desde donde se podría planificar un ataque a Moscú. También creó la falsa impresión en el OKW de que la guerra contra la Unión Soviética ya se había ganado a los pocos días de su inicio. Aun así, Hitler culpó a los generales de sus dos ejércitos Panzer por dejar huecos en las líneas. Los generales Panzer estaban profundamente frustrados porque durante casi una semana su avance hacia el este se había detenido mientras cerraban la bolsa y esperaban a que la infantería los alcanzara. Temían que se perdiera el impulso de la ofensiva blindada.
El comandante del frente, el general Pavlov y su Estado Mayor del Frente, fueron llamados a Moscú y acusados de desorganización intencional de la defensa y retirada sin combatir. El 22 de julio de 1941, fueron ejecutados por la NKVD por cobardía e «incumplimiento de sus deberes», sus propiedades fueron confiscadas y fueron privados de grado militar, fusilados y enterrados en el campo de fusilamiento de Communarka de la NKVD. Fueron indultados en 1956.
Una excepción fue el subcomandante del Frente Oeste, el teniente general Iván Boldin, al frente de un pequeño grupo, se convirtió en un héroe popular en ese momento después de pasar cuarenta y cinco días luchando por sobrevivir detrás de las líneas enemigas, y finalmente, el 10 de agosto, condujo a un total de 1650 oficiales y soldados de regreso a las líneas soviéticas cerca de Smolensk, a 640 kilómetros de distancia. La Orden N.º 270 de Stavka elogió la hazaña de la «división» de Boldin.